# Pavel Královec
Pavel Královec, (Domažlice, 16 de agosto de 1977) é um árbitro de futebol checo que faz parte do quadro da Federação Internacional de Futebol (FIFA) desde 2005.

## Carreira
Pavel Královec foi árbitro da Eurocopa de 2016.